# Ophiostegastus compsus
Ophiostegastus compsus är en ormstjärneart som beskrevs av A.M. Clark 1968. Ophiostegastus compsus ingår i släktet Ophiostegastus och familjen Ophiodermatidae. Inga underarter finns listade i Catalogue of Life.